# Хайруллин, Халил Зинатуллович
Халил Зинатуллович Хайруллин (1920—1984) — Гвардии красноармеец Рабоче-крестьянской Красной Армии, участник Великой Отечественной войны, Герой Советского Союза (1945).

## Биография
Халил Хайруллин родился 14 июня 1920 года в селе Кугеево (ныне — Зеленодольский район Татарстана). Окончил начальную школу. С 1937 года проживал и работал в Москве. В августе 1940 года Хайруллин был призван на службу в Рабоче-крестьянскую Красную Армию. С сентября 1941 года — на фронтах Великой Отечественной войны. Во время боёв под Вязьмой оказался в окружении, получил ранение и был взят в плен, откуда четыре месяца спустя сумел бежать. Встретив партизан, присоединился к ним и до осени 1943 года воевал в партизанском отряде. После освобождения вновь участвовал в боях в составе регулярных частей.
К июлю 1944 года гвардии красноармеец Халил Хайруллин был пулемётчиком 245-го гвардейского стрелкового полка (84-й гвардейской стрелковой дивизии, 36-го гвардейского стрелкового корпуса, 11-й гвардейской армии, 3-го Белорусского фронта). Отличился во время боёв за освобождение Литовской ССР от немецко-фашистских захватчиков. В ночь с 13 на 14 июля 1944 года Хайруллин в числе первых переправился через Неман в районе Алитуса и огнём своего пулемёта прикрыл переправу основных сил, отразив несколько немецких контратак. В критический момент боя он заменил собой выбывшего из строя командира роты и поднял подразделение в атаку, отбросив противника.
Указом Президиума Верховного Совета СССР от 24 марта 1945 года за «образцовое выполнение боевых заданий командования на фронте борьбы с немецкими захватчиками и проявленные при этом отвагу и геройство» гвардии красноармеец Халил Хайруллин был удостоен высокого звания Героя Советского Союза с вручением ордена Ленина и медали «Золотая Звезда» за номером 6663.
После окончания войны Хайруллин был демобилизован. Проживал и работал на родине. Скончался 29 сентября 1984 года, похоронен в Кугеево.
Был также награждён орденом Красного Знамени и рядом медалей.